# Brécé
Brécé (bretonisch: Brec’heg; Gallo: Berczaé) ist eine französische Gemeinde mit 2.185 Einwohnern (Stand: 1. Januar 2022) im Département Ille-et-Vilaine in der Region Bretagne; sie gehört zum Arrondissement Rennes und zum Kanton Liffré (bis 2015: Kanton Châteaugiron). Die Einwohner werden Brécéens genannt.

## Geographie
Brécé liegt etwa 15 Kilometer östlich von Rennes am Fluss Vilaine. Umgeben wird Brécé von den Nachbargemeinden Acigné im Norden und Nordwesten, Servon-sur-Vilaine im Osten und Nordosten sowie Noyal-sur-Vilaine im Süden und Westen.
Durch die Gemeinde führt die Route nationale 157.

## Geschichte
Im Mittelalter war Familie de Sévigné, benannt nach dem Schloss Sévigné (château de Sévigné) in Gévezé, die Lehnsherren von Brécé.

## Bevölkerungsentwicklung
| Jahr                      | 1962 | 1968 | 1975 | 1982 | 1990 | 1999 | 2006 | 2017 |
| Einwohner                 | 434  | 454  | 630  | 835  | 1128 | 1561 | 1733 | 2106 |
| Quelle: Cassini und INSEE |      |      |      |      |      |      |      |      |

## Sehenswürdigkeiten

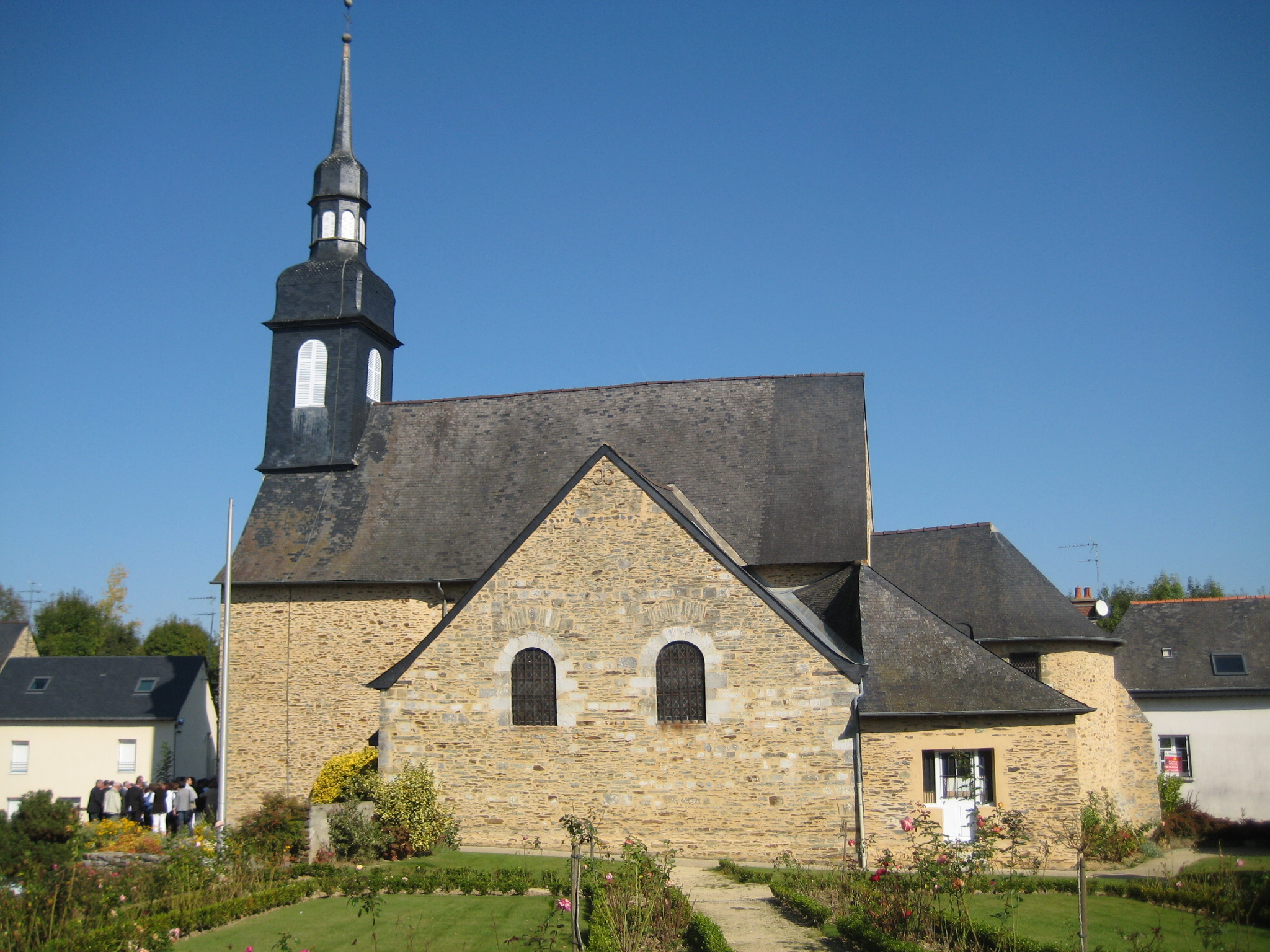
Kirche Saint-Exupère

- Kirche Saint-Exupère